# Avenida Lo Errázuriz
La avenida Lo Errázuriz es una de las avenidas más importantes dentro de las comunas de Maipú y Cerrillos. Su origen procede desde el siglo pasado e interconecta, de forma indirecta, los puntos más importantes de la zona sur poniente de Santiago.

## Historia

### Antecedentes

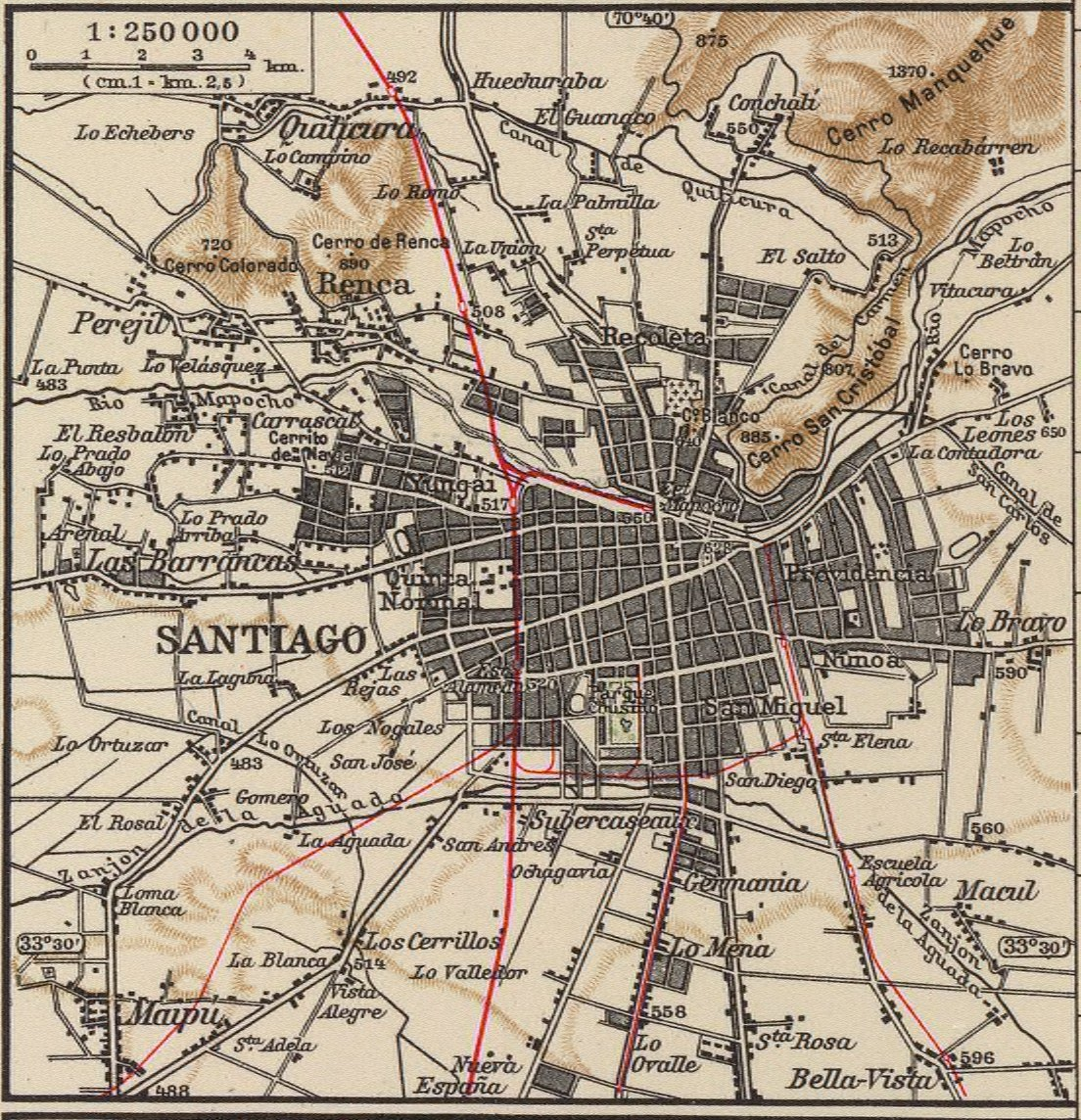
Plano de 1929 que señala vías ubicadas en Santiago y alrededores; solo se señala la existencia de Av. Camino a Melipilla y posiblemente, Av. Pajaritos

Hasta la primera mitad del siglo XIX la zona occidental de Santiago no tuvo un desarrollo urbanístico; prácticamente, eran grandes haciendas; la batalla de Maipú y la posterior construcción de la capilla de la Victoria produjeron una migración e interés poblacional hacia la mitad del siglo XIX[cita requerida].
Ya pasado el tiempo, desde 1821 comienzan a promulgarse leyes que generan la formación de pequeños fundos y chacras en esos terrenos a petición del presbítero Tomás Vargas y Arcaya. Sin embargo, debido a la abdicación de Bernardo O'Higgins en 1823, no se llevó a cabo la petición de entrega de territorios, e incluso, la construcción de la capilla se vio demorada hasta 1892.
Don Fernando Errázuriz Aldunate era dueño de la hacienda "Lo Espejo", tierras que hubiesen sido expropiadas; estas terminaron con el curso legal normal: fueron entregadas a sus herederos, al morir el señor Errázuriz, siguiendo la subdivisión de los terrenos entre los descendientes del árbol genealógico. Ya en 1891 se consideró a esta zona de Santiago como una villa.

### Origen de Lo Errázuriz
Debido a las "sub-parcelaciones" que se produjeron con el tiempo, además de expropiaciones de tierra y compras por otras familias, las haciendas comienzan a generar caminos internos para poder desplazarse, entre uno de estos (Chuchunco, subdelegación del ya establecido municipio y villa de Maipú) se genera la calle llamada actualmente Errázuriz
Desde inicios del siglo XX, no hubo gran trascendencia con esta u otras calles y avenidas en la zona poniente de Santiago, seguía siendo una zona con mal diseño urbanístico, pobre infraestructura vial, pésima locomoción colectiva y uso de la tierra para sembradíos y crianza de animales.
Ya antes de la fundación de Cerrillos, Lo Errázuriz y Camino a Melipilla
eran los únicos caminos que interconectaban a Santiago centro con la zona de Camino a Melipilla con Alberto Llona y Melipilla, teniendo más relevancia la Avenida Pedro Aguirre Cerda.
Ya durante la década de los 70, existía solo un camino de tierra como calle de tránsito, y a sus costados existían lotes baldíos mal llamados callampas; este camino era utilizado normalmente para ir a la comuna de Maipú, sobre todo para asistir a la FISA[cita requerida].
En esa época, se asentó una toma en la actual villa Los Presidentes que comenzó en 1969, y se urbanizó durante inicios de los noventa.

Plano actual de la avenida Lo Errázuriz.

Desde el cierre del vertedero Lo Errázuriz
, el trabajo de urbanización de loteos y chacras comenzó fuertemente en la comuna con la construcción de la Villa Oreste Plath, Villa Cardenal Raúl Silva Henriquez (construida desde 1998 y finalizada en 2001, y actualmente la Villa Ilusión (Entregada en 2011).

### Reconstrucción y ampliación
En 2008, La comuna de Cerrillos en cooperación con el MINVU comienzan a intervenir en 3 puntos de la avenida: el primero, el tramo entre la avenida 5 de abril y el puente Zanjón de la Aguada es el reemplazo del asfalto en mala condición de ambas calzadas, debido a la erosión y el clima, también se hace trabajo ornamental con la calzada central de la avenida, renovando la vegetación y el cierre de varios retornos.
La segunda etapa involucró al tramo entre el puente zanjón de la aguada hasta el puente Ferrocarril, este fue también el trabajo con mayor cambio, la avenida en este tramo contaba solo con una vía, después de esto, se modernizó el tramo ampliándolo con otra pista de sentido contrario, debiendo derribar parte de un vestigio de cerro emplazado al costado de la Villa los presidentes junto a una planta de agua de SMAPA.
La tercera parte, consta de una ampliación y remodelación de la avenida entre los tramos de la Avenida Salvador Allende hasta su punto final al intersecarse con la avenida Camino a Melipilla[cita requerida], e incluso, extenderse hasta Vista Alegre.

## Importancia
Esta avenida atraviesa casi completamente toda la comuna, creando interconexión vial entre varias de la villas de la comuna; además, esta genera un paso rápido a la Alameda a través de la comuna de Estación Central, y a la plaza de Maipú a través de Camino a Melipilla y Esquina Blanca.

## Metro
En 2027 tendrá una estación de la Línea 6 del Metro de Santiago con el mismo nombre, ubicada en la esquina con Av. Pdte. Salvador Allende en la comuna de Cerrillos.